# Jesse Kramer
Jesse Kramer (Valkenswaard, 19 ottobre 2003) è un ciclista su strada e ciclocrossista olandese che corre per il team Hagens Berman Jayco. È attivo in formazioni UCI dal 2022.

## Palmarès

### Strada
- 2023 (Jumbo-Visma Development Team, una vittoria)

5ª tappa Olympia's Tour (Beek > Beek)
- 2024 (Team Visma-Lease a Bike Development, una vittoria)

7ª tappa Tour de Bretagne (Le Hinglé > Dinan)

#### Altri successi
- 2022 (Jumbo-Visma Development Team)

Classifica traguardi volanti Flanders Tomorrow Tour
- 2023 (Jumbo-Visma Development Team)

Classifica giovani Olympia's Tour

## Piazzamenti

### Competizioni mondiali
- Campionati del mondo

Glasgow 2023 - In linea Under-23: 64º

### Competizioni europee
- Campionati europei

Trento 2021 - In linea Juniores: 52º
Drenthe 2023 - In linea Under-23: 45º
Limburgo 2024 - In linea Under-23: 13º